# Elecciones municipales de Avellaneda de 1965
Las elecciones municipales de Avellaneda de 1965 se realizaron el domingo 14 de marzo junto con las elecciones legislativas nacionales. En estos comicios, se renovó la mitad de los miembros del Concejo Deliberante y del Consejo Escolar de Avellaneda, debido a la interrupción del orden constitucional de 1962 y las elecciones municipales de Avellaneda de 1963.
Los concejales no pudieron completar mandato debido a la interrupción constitucional de 1966 en la autodenominada Revolución Argentina las elecciones no volverían hasta las elecciones municipales de Avellaneda de 1973.

## Candidaturas y Resultados
Se presentaron 17 partidos o alianzas políticas en estas elecciones y sus resultados electorales fueron
|  | 46.16 % |

|  | 28.01 % |

|  | 4.15 % |

|  | 3.95 % |

|  | 2.78 % |

|  | 2.24 % |

|  | 2.12 % |

|  | 1.91 % |

|  | 1.46 % |

|  | 1.45 % |

|  | 1.01 % |

|  | 0.68 % |

|  | 0.31 % |

|  | 0.30 % |

|  | 0.11 % |

## Concejales y Consejeros Escolares electos
| Partido político                | Concejales | Consejeros Escolares                                                    |
| ------------------------------- | --- | ----------------------------------------------------------------------- |
| Unión Popular                   | - Romeo Alcides Lopez - Juan Destefano - Ricardo Luis Bailheres - Luis Victoriano Cabello - Orlando Guidini - Maria Enriqueta Lozano de Napoli - Roberto Tizon - Dario Agustín Vaca | - Alberto Pedro Espina - Jose Roca Vazquez - Elvira Estravis de Morandi |
| Unión Cívica Radical del Pueblo | - Roberto Ernesto Varela - Luis Prados - Miguel R. Di Fonzo - Roberto Allo |                                                                         |